# IndyCar Series 2023
De IndyCar Series 2023 was het 28e kampioenschap van de IndyCar Series. De 107e Indianapolis 500 werd gehouden op 28 mei 2023 en werd gewonnen door Josef Newgarden, die zijn eerste zege in de race behaalde. Will Power was de regerend kampioen bij de coureurs.
Na de voorlaatste race op de Portland International Raceway werd Chip Ganassi Racing-coureur Álex Palou voor de tweede keer in zijn carrière gekroond tot IndyCar Series-kampioen. Het was voor het eerst sinds Sébastien Bourdais in 2007 dat een coureur voorafgaand aan de laatste race het kampioenschap binnenhaalde. Palous teamgenoot Scott Dixon werd tweede, terwijl Team Penske-rijder Scott McLaughlin als derde eindigde.

## Schema
Op 27 september 2022 werd de kalender voor 2023 bekendgemaakt.
| Rnd | Datum        | Race naam                                                     | Circuit                                     | Locatie                 |
| --- | ------------ | ------------------------------------------------------------- | ------------------------------------------- | ----------------------- |
| 1   | 5 maart      | Firestone Grand Prix of St. Petersburg                        | Stratencircuit St. Petersburg               | St. Petersburg, Florida |
| 2   | 2 april      | Texas Indy 375                                                | Texas Motor Speedway                        | Fort Worth, Texas       |
| 3   | 16 april     | Acura Grand Prix of Long Beach                                | Stratencircuit Long Beach                   | Long Beach, Californië  |
| 4   | 30 april     | Honda Indy Grand Prix of Alabama                              | Barber Motorsports Park                     | Birmingham, Alabama     |
| 5   | 13 mei       | GMR Grand Prix                                                | Indianapolis Motor Speedway (binnencircuit) | Speedway, Indiana       |
| 6   | 28 mei       | 107th Running of the Indianapolis 500 presented by Gainbridge | Indianapolis Motor Speedway                 | Speedway, Indiana       |
| 7   | 4 juni       | Chevrolet Detroit Grand Prix presented by Lear                | Stratencircuit Detroit                      | Detroit, Michigan       |
| 8   | 18 juni      | Sonsio Grand Prix at Road America                             | Road America                                | Elkhart Lake, Wisconsin |
| 9   | 2 juli       | Indy 200 at Mid-Ohio                                          | Mid-Ohio Sports Car Course                  | Lexington, Ohio         |
| 10  | 16 juli      | Honda Indy Toronto                                            | Stratencircuit Toronto                      | Toronto, Ontario        |
| 11  | 22 juli      | Hy-VeeDeals.com 250 presented by DoorDash                     | Iowa Speedway                               | Newton, Iowa            |
| 12  | 23 juli      | Hy-Vee Salute to Farmers 300 presented by Google              | Iowa Speedway                               | Newton, Iowa            |
| 13  | 6 augustus   | Big Machine Music City Grand Prix                             | Nashville Street Circuit                    | Nashville, Tennessee    |
| 14  | 12 augustus  | Gallagher Grand Prix                                          | Indianapolis Motor Speedway (binnencircuit) | Speedway, Indiana       |
| 15  | 27 augustus  | Bommarito Automotive Group 500                                | World Wide Technology Raceway               | Madison, Illinois       |
| 16  | 3 september  | Grand Prix of Portland                                        | Portland International Raceway              | Portland, Oregon        |
| 17  | 10 september | Firestone Grand Prix of Monterey                              | WeatherTech Raceway Laguna Seca             | Monterey, Californië    |

Wijzigingen op de kalender ten opzichte van 2022
- De race in Detroit werd verplaatst van Belle Isle Park naar het Stratencircuit Detroit.

## Teams en rijders
| Team                                                            | Motor     | Nr | Rijders               | Races                      |
| --------------------------------------------------------------- | --------- | -- | --------------------- | -------------------------- |
| Team Penske                                                     | Chevrolet | 2  | Josef Newgarden       | Alle                       |
| Team Penske                                                     | Chevrolet | 3  | Scott McLaughlin      | Alle                       |
| Team Penske                                                     | Chevrolet | 12 | Will Power            | Alle                       |
| Arrow McLaren                                                   | Chevrolet | 5  | Patricio O'Ward       | Alle                       |
| Arrow McLaren                                                   | Chevrolet | 6  | Felix Rosenqvist      | Alle                       |
| Arrow McLaren                                                   | Chevrolet | 7  | Alexander Rossi       | Alle                       |
| Arrow McLaren                                                   | Chevrolet | 66 | Tony Kanaan           | 6                          |
| Meyer Shank Racing                                              | Honda     | 06 | Hélio Castroneves     | Alle                       |
| Meyer Shank Racing                                              | Honda     | 60 | Simon Pagenaud        | 1-9                        |
| Meyer Shank Racing                                              | Honda     | 60 | Conor Daly            | 9, 11-12                   |
| Meyer Shank Racing                                              | Honda     | 60 | Tom Blomqvist (R)     | 10, 16-17                  |
| Meyer Shank Racing                                              | Honda     | 60 | Linus Lundqvist (R)   | 13-15                      |
| Chip Ganassi Racing                                             | Honda     | 8  | Marcus Ericsson       | Alle                       |
| Chip Ganassi Racing                                             | Honda     | 9  | Scott Dixon           | Alle                       |
| Chip Ganassi Racing                                             | Honda     | 10 | Álex Palou            | Alle                       |
| Chip Ganassi Racing                                             | Honda     | 11 | Marcus Armstrong (R)  | 1, 3-5, 7-10, 13-14, 16-17 |
| Chip Ganassi Racing                                             | Honda     | 11 | Takuma Sato           | 2, 6, 11-12, 15            |
| A.J. Foyt Enterprises                                           | Chevrolet | 14 | Santino Ferrucci      | Alle                       |
| A.J. Foyt Enterprises                                           | Chevrolet | 55 | Benjamin Pedersen (R) | Alle                       |
| Rahal Letterman Lanigan Racing                                  | Honda     | 15 | Graham Rahal          | Alle                       |
| Rahal Letterman Lanigan Racing                                  | Honda     | 30 | Jack Harvey           | 1-14                       |
| Rahal Letterman Lanigan Racing                                  | Honda     | 30 | Conor Daly            | 15                         |
| Rahal Letterman Lanigan Racing                                  | Honda     | 30 | Jüri Vips (R)         | 16-17                      |
| Rahal Letterman Lanigan Racing                                  | Honda     | 44 | Katherine Legge       | 6                          |
| Rahal Letterman Lanigan Racing                                  | Honda     | 45 | Christian Lundgaard   | Alle                       |
| Dale Coyne Racing with HMD Motorsports                          | Honda     | 18 | David Malukas         | Alle                       |
| Dale Coyne Racing with Rick Ware Racing                         | Honda     | 51 | Sting Ray Robb (R)    | Alle                       |
| Ed Carpenter Racing                                             | Chevrolet | 20 | Conor Daly            | 1-7                        |
| Ed Carpenter Racing                                             | Chevrolet | 20 | Ryan Hunter-Reay      | 8-17                       |
| Ed Carpenter Racing                                             | Chevrolet | 21 | Rinus VeeKay          | Alle                       |
| Ed Carpenter Racing                                             | Chevrolet | 33 | Ed Carpenter          | 2, 6, 11-12, 15            |
| Dreyer & Reinbold Racing                                        | Chevrolet | 23 | Ryan Hunter-Reay      | 6                          |
| Dreyer & Reinbold Racing / Cusick Motorsports                   | Chevrolet | 24 | Stefan Wilson (R)     | 6                          |
| Dreyer & Reinbold Racing / Cusick Motorsports                   | Chevrolet | 24 | Graham Rahal**        | 6                          |
| Andretti Autosport with Curb-Agajanian                          | Honda     | 26 | Colton Herta          | Alle                       |
| Andretti Autosport                                              | Honda     | 27 | Kyle Kirkwood         | Alle                       |
| Andretti Autosport                                              | Honda     | 28 | Romain Grosjean       | Alle                       |
| Andretti Steinbrenner Autosport                                 | Honda     | 29 | Devlin DeFrancesco    | Alle                       |
| Andretti Herta Autosport with Marco Andretti and Curb-Agajanian | Honda     | 98 | Marco Andretti        | 6                          |
| Abel Motorsports                                                | Chevrolet | 50 | RC Enerson (R)        | 6                          |
| Juncos Hollinger Racing                                         | Chevrolet | 77 | Callum Ilott          | Alle                       |
| Juncos Hollinger Racing                                         | Chevrolet | 78 | Agustín Canapino (R)  | Alle                       |

## Uitslagen
| Ronde | Race             | Poleposition        | Snelste ronde       | Meeste ronden aan de leiding | Winnaar             | Winnaar                        | Winnaar      | Verslag |
| Ronde | Race             | Poleposition        | Snelste ronde       | Meeste ronden aan de leiding | Coureur             | Team                           | Constructeur | Verslag |
| ----- | ---------------- | ------------------- | ------------------- | ---------------------------- | ------------------- | ------------------------------ | ------------ | ------- |
| 1     | St. Petersburg   | Romain Grosjean     | Álex Palou          | Scott McLaughlin             | Marcus Ericsson     | Chip Ganassi Racing            | Honda        | Verslag |
| 2     | Texas            | Felix Rosenqvist    | Patricio O'Ward     | Josef Newgarden              | Josef Newgarden     | Team Penske                    | Chevrolet    | Verslag |
| 3     | Long Beach       | Kyle Kirkwood       | Álex Palou          | Kyle Kirkwood                | Kyle Kirkwood       | Andretti Autosport             | Honda        | Verslag |
| 4     | Birmingham       | Romain Grosjean     | Will Power          | Romain Grosjean              | Scott McLaughlin    | Team Penske                    | Chevrolet    | Verslag |
| 5     | Indianapolis GP  | Christian Lundgaard | Álex Palou          | Álex Palou                   | Álex Palou          | Chip Ganassi Racing            | Honda        | Verslag |
| 6     | Indianapolis 500 | Álex Palou          | David Malukas       | Patricio O'Ward              | Josef Newgarden     | Team Penske                    | Chevrolet    | Verslag |
| 7     | Detroit          | Álex Palou          | Kyle Kirkwood       | Álex Palou                   | Álex Palou          | Chip Ganassi Racing            | Honda        | Verslag |
| 8     | Road America     | Colton Herta        | Will Power          | Colton Herta                 | Álex Palou          | Chip Ganassi Racing            | Honda        | Verslag |
| 9     | Mid-Ohio         | Colton Herta        | Felix Rosenqvist    | Álex Palou                   | Álex Palou          | Chip Ganassi Racing            | Honda        | Verslag |
| 10    | Toronto          | Christian Lundgaard | Christian Lundgaard | Christian Lundgaard          | Christian Lundgaard | Rahal Letterman Lanigan Racing | Honda        | Verslag |
| 11    | Iowa             | Will Power          | Scott McLaughlin    | Josef Newgarden              | Josef Newgarden     | Team Penske                    | Chevrolet    | Verslag |
| 12    | Iowa             | Will Power          | Will Power          | Josef Newgarden              | Josef Newgarden     | Team Penske                    | Chevrolet    | Verslag |
| 13    | Nashville        | Scott McLaughlin    | Linus Lundqvist     | Kyle Kirkwood                | Kyle Kirkwood       | Andretti Autosport             | Honda        | Verslag |
| 14    | Indianapolis     | Graham Rahal        | Graham Rahal        | Graham Rahal                 | Scott Dixon         | Chip Ganassi Racing            | Honda        | Verslag |
| 15    | Gateway          | Scott McLaughlin    | Linus Lundqvist     | Scott Dixon                  | Scott Dixon         | Chip Ganassi Racing            | Honda        | Verslag |
| 16    | Portland         | Graham Rahal        | Josef Newgarden     | Álex Palou                   | Álex Palou          | Chip Ganassi Racing            | Honda        | Verslag |
| 17    | Laguna Seca      | Felix Rosenqvist    | Álex Palou          | Álex Palou                   | Scott Dixon         | Chip Ganassi Racing            | Honda        | Verslag |

## Kampioenschap
| Pos | Rijder              | STP  | TEX | LBH | ALA | IMS | INDY  | DET | RDA | MDO | TOR | IOW | IOW | NSH | IMS | GAT | POR | LAG | Punten |
| --- | ------------------- | ---- | --- | --- | --- | --- | ----- | --- | --- | --- | --- | --- | --- | --- | --- | --- | --- | --- | ------ |
| 1   | Álex Palou          | 8    | 3L  | 5L  | 5   | 1L* | 41L   | 1L* | 1L  | 1L* | 2   | 8L  | 3   | 3L  | 7   | 7   | 1L* | 3L* | 656    |
| 2   | Scott Dixon         | 3L   | 5L  | 27  | 7   | 6L  | 6     | 4   | 4   | 2L  | 4L  | 6   | 6L  | 5   | 1L  | 1L* | 3L  | 1L  | 578    |
| 3   | Scott McLaughlin    | 13L* | 6   | 10  | 1L  | 16  | 14    | 7   | 8   | 5   | 6L  | 2   | 5L  | 2L  | 8   | 5   | 9   | 2   | 488    |
| 4   | Patricio O'Ward     | 2L   | 2L  | 17  | 4   | 2L  | 245L* | 26L | 3   | 8L  | 8   | 3   | 10  | 8   | 3   | 2L  | 4   | 9L  | 484    |
| 5   | Josef Newgarden     | 17   | 1L* | 9L  | 15L | 7   | 1L    | 10L | 2   | 12  | 5   | 1L* | 1L* | 4   | 25  | 25L | 5   | 21  | 479    |
| 6   | Marcus Ericsson     | 1L   | 8   | 3   | 10  | 8L  | 210L  | 9L  | 6   | 27  | 11L | 4   | 9L  | 7L  | 10  | 10  | 7   | 15  | 438    |
| 7   | Will Power          | 7    | 16  | 6   | 3L  | 12  | 2312L | 2L  | 13L | 3L  | 14  | 5L  | 2L  | 10L | 6   | 9L  | 25  | 4   | 425    |
| 8   | Christian Lundgaard | 9    | 19  | 14  | 6   | 4L  | 19    | 16  | 7   | 4   | 1L* | 20  | 13  | 9   | 4L  | 17  | 11  | 6   | 390    |
| 9   | Alexander Rossi     | 4    | 22  | 22  | 8   | 3L  | 57L   | 5   | 10  | 10  | 16  | 10  | 15  | 19  | 5   | 4L  | 20  | 7   | 375    |
| 10  | Colton Herta        | 20   | 7L  | 4   | 14  | 9   | 9L    | 11  | 5L* | 11L | 3   | 19  | 7   | 21  | 13  | 6L  | 13  | 23L | 356    |
| 11  | Kyle Kirkwood       | 15   | 27  | 1L* | 12  | 14  | 28    | 6   | 9   | 17  | 15  | 7   | 11  | 1L* | 9   | 15  | 10  | 25  | 352    |
| 12  | Felix Rosenqvist    | 19   | 26L | 7   | 9   | 5L  | 273L  | 3   | 20  | 25  | 10  | 13  | 4L  | 22  | 27  | 8   | 2L  | 19L | 324    |
| 13  | Romain Grosjean     | 18L  | 14L | 2   | 2L* | 11  | 30    | 24  | 25  | 13  | 22  | 11  | 12  | 6L  | 18  | 12  | 27  | 11  | 296    |
| 14  | Rinus VeeKay        | 21   | 11  | 26  | 16  | 13  | 102L  | 18  | 12  | 15  | 13  | 17  | 18  | 14  | 11  | 11  | 6   | 18  | 277    |
| 15  | Graham Rahal        | 6    | 24  | 12  | 17  | 10L | 22    | 25  | 11  | 7L  | 9   | 28  | 20  | 15  | 2*L | 20  | 12L | 27  | 276    |
| 16  | Callum Ilott        | 5    | 9   | 19  | 13  | 18  | 12L   | 27  | 18  | 16  | 18  | 15  | 14  | 12  | 17  | 27  | 15  | 5   | 266    |
| 17  | David Malukas       | 10L  | 4   | 20  | 19  | 26  | 29    | 23  | 27  | 6   | 20  | 12  | 8   | 27  | 16  | 3   | 8L  | 20  | 265    |
| 18  | Hélio Castroneves   | 23   | 10  | 21  | 21  | 22  | 15L   | 19  | 15  | 21  | 21  | 14  | 16  | 11  | 15  | 23  | 14  | 13  | 217    |
| 19  | Santino Ferrucci    | 24   | 21  | 11  | 20  | 23  | 34L   | 21  | 16  | 24  | 17  | 26  | 22  | 18  | 23  | 13  | 16  | 17  | 214    |
| 20  | Marcus Armstrong    | 11   |     | 8   | 11  | 15  |       | 8   | 24L | 9   | 7   |     |     | 13  | 24  |     | 19  | 8   | 214    |
| 21  | Agustín Canapino    | 12   | 12  | 25L | 26  | 21  | 26    | 14  | 19  | 23  | 12  | 16  | 26  | 20  | 21  | 22  | 26  | 14  | 180    |
| 22  | Devlin DeFrancesco  | 25   | 23  | 16  | 23  | 17  | 13    | 12  | 23  | 14  | 23  | 22  | 21  | 26  | 19L | 19  | 17  | 22  | 177    |
| 23  | Sting Ray Robb      | 16   | 25L | 18  | 27  | 27  | 31    | 22  | 22  | 22  | 19  | 25  | 28  | 17  | 22  | 21  | 23  | 12  | 147    |
| 24  | Jack Harvey         | 22   | 18  | 13  | 24  | 20  | 18    | 17  | 26  | 18  | 24  | 18  | 19  | 24  | 14  |     |     |     | 146    |
| 25  | Conor Daly          | 14   | 20  | 23  | 25  | 19  | 8     | 15  |     | 20  |     | 21  | 17  |     |     | 16  |     |     | 134    |
| 26  | Ryan Hunter-Reay    |      |     |     |     |     | 11L   |     | 17  | 19  | 26  | 23  | 24  | 16  | 20  | 14  | 21  | 10  | 131    |
| 27  | Benjamin Pedersen   | 27   | 15  | 24  | 22  | 24  | 2111  | 20  | 21  | 26  | 27  | 27  | 27  | 23  | 26  | 28  | 22  | 16  | 129    |
| 28  | Simon Pagenaud      | 26   | 17  | 15  | 18  | 25  | 25    | 13  | 14  | Wth |     |     |     |     |     |     |     |     | 88     |
| 29  | Takuma Sato         |      | 28  |     |     |     | 78L   |     |     |     |     | 9L  | 25  |     |     | 26  |     |     | 70     |
| 30  | Ed Carpenter        |      | 13  |     |     |     | 20    |     |     |     |     | 24  | 23  |     |     | 24  |     |     | 46     |
| 31  | Linus Lundqvist     |      |     |     |     |     |       |     |     |     |     |     |     | 25  | 12  | 18  |     |     | 35     |
| 32  | Tony Kanaan         |      |     |     |     |     | 169   |     |     |     |     |     |     |     |     |     |     |     | 18     |
| 33  | Jüri Vips           |      |     |     |     |     |       |     |     |     |     |     |     |     |     |     | 18  | 24  | 18     |
| 34  | Tom Blomqvist       |      |     |     |     |     |       |     |     |     | 25  |     |     |     |     |     | 24  | 26  | 16     |
| 35  | Marco Andretti      |      |     |     |     |     | 17    |     |     |     |     |     |     |     |     |     |     |     | 13     |
| 36  | RC Enerson          |      |     |     |     |     | 32    |     |     |     |     |     |     |     |     |     |     |     | 5      |
| 37  | Katherine Legge     |      |     |     |     |     | 33    |     |     |     |     |     |     |     |     |     |     |     | 5      |
|     | Stefan Wilson       |      |     |     |     |     | Wth   |     |     |     |     |     |     |     |     |     |     |     | 0      |
| Pos | Rijder              | STP  | TEX | LBH | ALA | IMS | INDY  | DET | RDA | MDO | TOR | IOW | IOW | NSH | IMS | GAT | POR | LAG | Punten |

| Kleur               | Resultaat                                            |
| ------------------- | ---------------------------------------------------- |
| Goud                | Winnaar                                              |
| Zilver              | 2de plaats                                           |
| Brons               | 3de plaats                                           |
| Groen               | 4de en 5de plaats                                    |
| Lichtblauw          | 6de–10de plaats                                      |
| Donkerblauw         | Gefinisht (buiten de Top 10)                         |
| Paars               | Niet gefinisht                                       |
| Rood                | Niet gekwalificeerd (DNQ)                            |
| Bruin               | Teruggetrokken (Wth)                                 |
| Zwart               | Gediskwalificeerd (DSQ)                              |
| Wit                 | Niet Gestart (DNS)                                   |
| Blank               | Nam geen deel aan de race (DNP)                      |
| Blank               | Niet geracet                                         |
| Toegevoegde info    |                                                      |
| vet                 | Pole positie (1 punt, behalve Indy)                  |
| L                   | Ronde geleid (1 punt)                                |
| *                   | Meeste ronden aan de leiding (2 punten)              |
| cursief             | Snelste ronde                                        |
| 1-12                | Kwalificatiepositie Indy 500                         |
| c                   | Kwalificatie geannuleerd, geen bonuspunten uigedeeld |
| Rookie van het jaar |                                                      |
| Rookie              |                                                      |

| Positie                       | 1  | 2  | 3  | 4  | 5  | 6  | 7  | 8  | 9  | 10 | 11 | 12 | 13 | 14 | 15 | 16 | 17 | 18 | 19 | 20 | 21 | 22 | 23 | 24 | 25 | 26 | 27 | 28 | 29 | 30 | 31 | 32 | 33 |
| ----------------------------- | -- | -- | -- | -- | -- | -- | -- | -- | -- | -- | -- | -- | -- | -- | -- | -- | -- | -- | -- | -- | -- | -- | -- | -- | -- | -- | -- | -- | -- | -- | -- | -- | -- |
| Punten                        | 50 | 40 | 35 | 32 | 30 | 28 | 26 | 24 | 22 | 20 | 19 | 18 | 17 | 16 | 15 | 14 | 13 | 12 | 11 | 10 | 9  | 8  | 7  | 6  | 5  | 5  | 5  | 5  | 5  | 5  | 5  | 5  | 5  |
| Indianapolis 500 kwalificatie | 12 | 11 | 10 | 9  | 8  | 7  | 6  | 5  | 4  | 3  | 2  | 1  |    |    |    |    |    |    |    |    |    |    |    |    |    |    |    |    |    |    |    |    |    |